# Stadtarchiv Freiburg
Das Stadtarchiv Freiburg ist das Archiv der Stadt Freiburg im Breisgau. Sein archivalisches Sammelgebiet sind Dokumente und Urkunden zur Geschichte Freiburgs sowie die Akten der Stadt und Stadtverwaltung Freiburgs.

## Geschichte

### Vorgeschichte bis um 1400
Nach Ansicht des ehemaligen Stadtarchivars Adolf Poinsignon wurden die städtischen Urkunden ursprünglich in einer Truhe als wanderndes Archiv in der Wohnung des Schultheißen und später des Bürgermeisters aufbewahrt. Auch Jahrzehnte nach 1303, dem Jahr der ersten Erwähnung eines Freiburger Rathauses, sollen wertvollere Urkunden so aufbewahrt worden sein. Poinsignon vermutet, dass dies besonders die Urkunden über die Bündnisse betraf, die die Stadt mit anderen Städten und Edlen gegen die Grafen von Freiburg ausgehandelt hatte. Andere wichtige Urkunden, darunter die Verfassung durch Konrad von Zähringen (1120) sowie sämtliche weiteren Schriftstücke aus der Zeit der Zähringer und des Rheinischen Städtebundes waren bis dahin bereits verloren gegangen.
Bald nach Ende der gräflichen Herrschaft über Freiburg und dem Anschluss an Vorderösterreich im Jahr 1368 gab es im Rathaus ein organisiertes Kanzleiwesen mit festem Verwahrungsort für Urkunden. Dies entnimmt Poinsignon den ab 1386 fortlaufend erhaltenen Ratsbüchern der Stadt sowie den Ämterbüchern oder Ratsbesetzungen ab 1378. Aus der Zeit zuvor haben sich indes nur Ratsbuch-Fragmente von 1326 bis 1330 erhalten. In der Gerichtslaube auf dem Münsterplatz hatte das Schultheißenamt seinen Sitz und bildete dort die Grundlage zum Gerichtsarchiv. Die hierhergehörenden Urteilsbücher, Fertigungsprotokolle, Grund- und Pfandbücher reichen in ununterbrochener Reihenfolge bis ins Jahr 1440 zurück. Die dritte, ebenfalls 1378 erwähnte, Kanzlei war die Amtsstube der städtischen Finanzverwaltung im Kaufhaus, das später durch den heutigen Bau ersetzt werden sollte. Der Kaufhausschreiber und seine Gesellen verwalteten Truhen mit Bargeld, zahlreichen Obligationen, Gült- und Leibrentenbriefen, Zinsrodeln etc. Diese bildeten die Grundlage zum späteren Kaufhausarchiv, das in zwei besonderen Gewölben lagerte.
Die geschichtlich bedeutendste dieser drei selbständigen öffentlichen Kanzleien mit angeschlossener Registratur war nach Ansicht von Poinsignon die des Ratshofs. Der dafür verantwortliche Stadtschreiber musste juristische Kenntnisse besitzen und hatte meist die Doktor- oder Magisterwürde inne. Er bekleidete mehr das Amt eines Kanzlers als das eines Schreibers.

### Zentralisierung im 15. und 16.Jahrhundert
Mit dem Umfang des Archivs wuchs der Wunsch, zumindest die wertvolleren Urkunden besser vor Feuer und Diebstahl zu schützen, als dies in der Ratskanzlei möglich gewesen wäre. Die Stadt entschied sich für die Unterbringung im südlichen der beiden Hahnentürme des Freiburger Münsters, die für das Jahr 1414 belegt ist. Der Teil des Münsters, der nicht im Eigentum der Stadt war, hatte zuvor den Grafen gehört, zu deren Zeiten vermutlich noch keine städtischen Dokumente dort gelagert worden waren. Diese räumliche Trennung vom laufenden Registraturbetrieb betrachtet Poinsignon als Beginn von Archivtätigkeit im modernen Sinn, auch wenn dieses Münsterarchiv jahrhundertelang noch nicht als solches bezeichnet wurde. Für seinen Bestand waren beispielsweise ausgewählt worden:
- kaiserliche und herzogliche Gnadenbriefe
- verschiedene Verfassungsurkunden
- Bündnisbriefe mit Städten und Herren
- Sühneverträge mit den Grafen
- Übergabeverträge mit dem Haus Österreich
- Urfehden des Adels, deren Burgen im Umkreis die Bürgerschaft gebrochen hatte
- Bullen und bischöfliche Erlasse
- Sendschreiben fremder Fürsten

Abschriften dieser Dokumente wurden zur Nutzung in der Ratskanzlei in Diplomatarien zusammengefasst, deren ältestes, das „Rothe Büchlein“, bereits Ende des 13. Jahrhunderts angelegt wurde. Die für das Tagesgeschäft benötigten Aktenstücke und Urkunden wurden ebenfalls weiterhin dort gelagert, wie z. B. ältere Ratsentscheidungen in öffentlichen Angelegenheiten, Zunft-, Zoll-, Bau-, Steuer- und Zehent-Sachen, Verträge etc. Aufbewahrt wurden diese Dokumente in den Schubladen eines „Kensterlins“ (Wandschrank) in der großen Kanzleistube sowie in einem weiteren Kasten, der zunächst beim Ofen der Kanzleistube stand. Daneben befanden sich ab 1440 neben den Ratsprotokollen die umfangreichen Missivenbücher; neben dem „Rothen Büchlein“ gehörten hierzu drei weitere Diplomatarien in dickleibigen Folianten mit der Bezeichnung A, B und C, ein Münzbuch, mit dem Jahre 1425 beginnend, die Bürgerbücher von 1397 an, die Sammlung der Spruchbriefe, die Richterbücher, die Eidbücher, und das „Geschichtbuch der Stadt“. Darin trug der Stadtschreiber die Händel des Adels, der Klöster und aller sonstigen Widersacher der Stadt ein. All diese Bände, die nicht in den beiden Schränken lagerten, befanden sich in aufeinander gestapelten Truhen. Offene Bücherschränke wurden während des 15. Jahrhunderts im Ratshof zu Freiburg noch nicht genutzt.

### Archiv im Rathaus

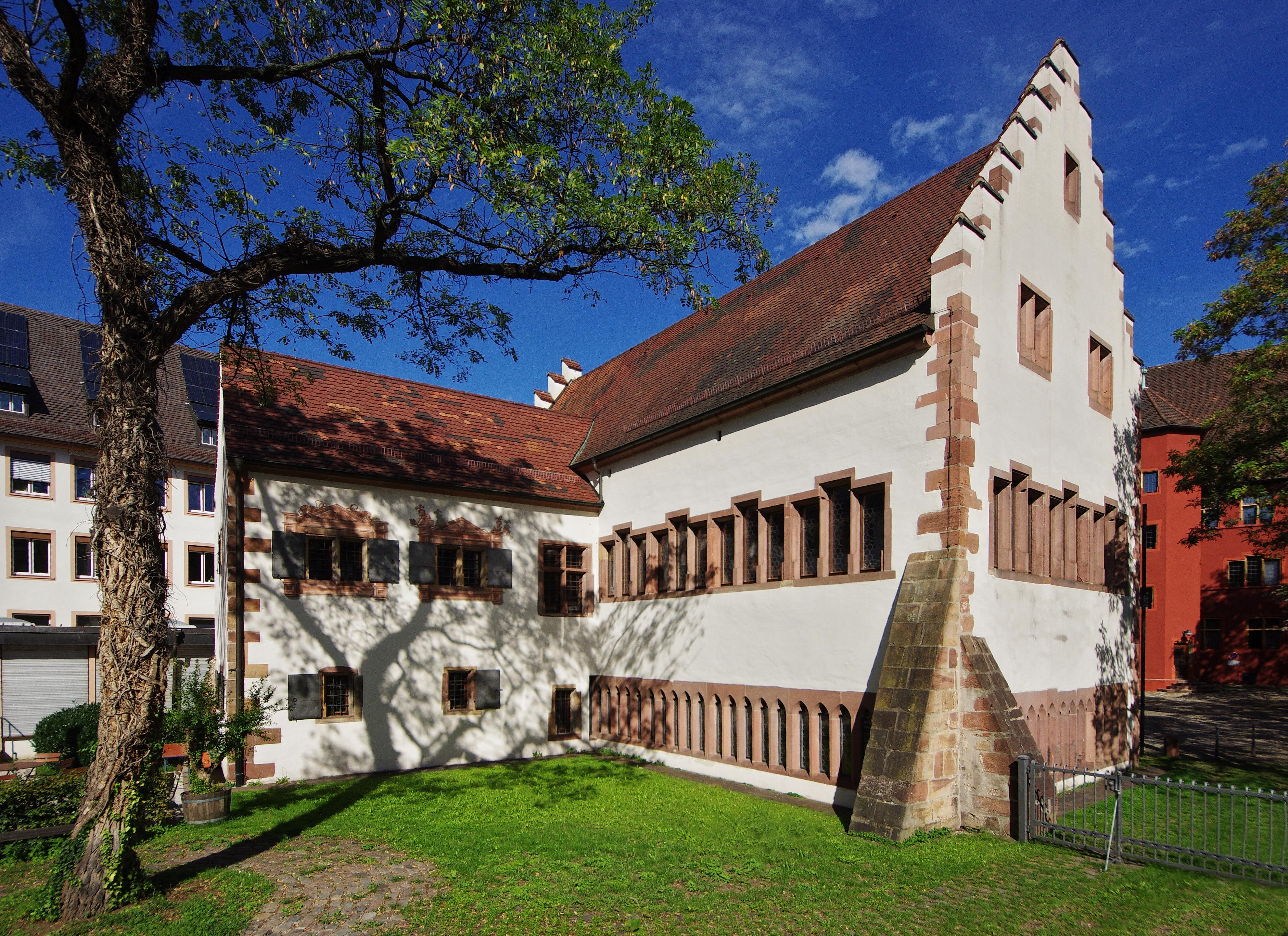
Gerichtslaube mit Archivanbau (links)

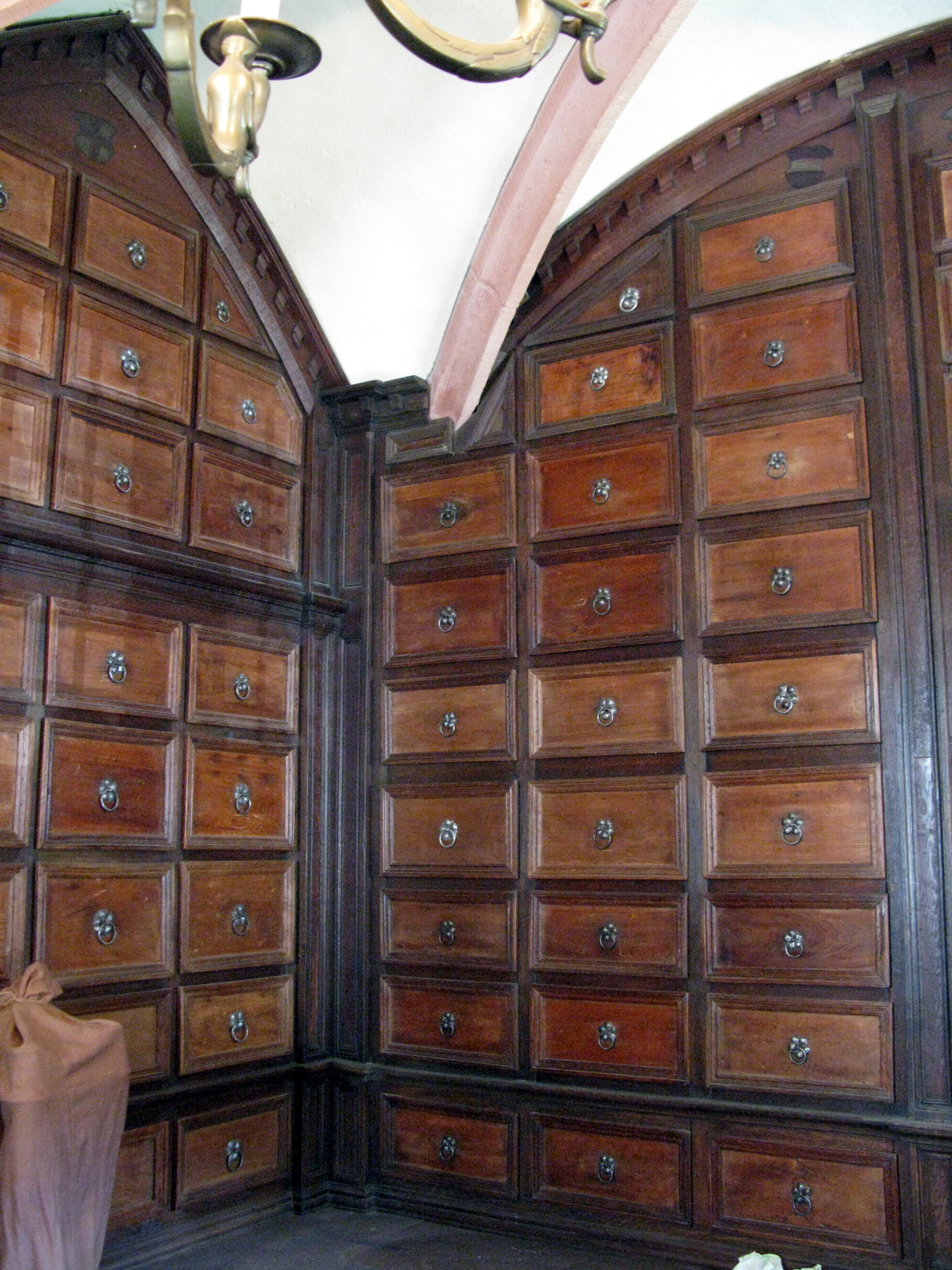
Altes Archiv in der Gerichtslaube

Im Jahr 1551 entschloss sich der Stadtrat, ein Gebäude am Westende des Ratshofs mit großem Ratssaal zu errichten, in dessen Untergeschoss die Gerichtslaube vom Münsterplatz verlegt wurde. Um die Ratskanzlei zu entlasten, wurde als westlicher Anbau ein Ratshofarchiv vorgesehen. Dabei handelte es sich um zwei übereinanderliegende Kreuzgewölbe, von denen das untere direkt mit Gerichtssaal und Folterkammer verbunden wurde. Das obere ist mit dem großen Ratssaal verbunden, jedoch durch eiserne Türen verschließbar. Eine vergleichbare Konstruktion fand sich im ausgehenden 19. Jahrhundert im Leipziger Rathaus. Das obere Stockwerk des 1553 vollendeten Baus ist seiner ursprünglichen Bestimmung bis heute erhalten geblieben, während die Gerichtslaube und das damit verbundene Gerichtsarchiv zweckentfremdet und im 19. Jahrhundert als Remisen verwendet wurden. Das obere Gewölbe bildete noch um 1885 den Kern des Stadtarchivs. Die vier Wände sind vom Boden bis zur Decke mit 278 verschiedenen großen Schubladen versehen, von denen die ältesten laut Inschrift aus dem Jahr 1553 stammen.
Die Repertorien der städtischen Archive wurden mehrfach erneuert, so 1560, 1602, 1606 und 1627. Eine weitere Erneuerung fand nach Ende des Dreißigjährigen Kriegs durch den Stadtschreiber Johann Schmidt statt. Zu dieser Zeit, so ein Bericht vom 24. Juli 1652, wurden einzelne Laden komplett leer aufgefunden, während andere den falschen Inhalt besaßen. Bis zum Jahr 1660 gelang die Wiederherstellung einer notdürftigen Ordnung, wobei Poinsignon das damals aufgestellte alphabetische Repertorium als sehr oberflächlich und wenig übersichtlich bezeichnet. Es folgten mehrere Kriege, zwei Belagerungen, die zwanzigjährige Herrschaft der Franzosen sowie die Rückgabe an das Haus Österreich (vgl. Geschichte der Stadt Freiburg im Breisgau).
1743 wurden im Rahmen eines Besuchs des Stadtrats Klagen über „des Archives und der Registratur gänzliche Unordnung und Konfusion zu allerseits höchster Verwunderung und Missvergnügen“ laut. So wurde dem damaligen Registrator Klump unter Androhung der Dienstentlassung die schleunigste Neuordnung des Archives befohlen. Es folgte die Amtszeit des vorderösterreichischen Registrators Leonard Leopold Maldoner. Unter Berücksichtigung der älteren Inventarien und Repositorien, aber unter Anwendung einer neuen Signatur führte er eine wirkliche Neuordnung in 227 Rubriken ein, von denen er jedoch nur 70 Nummern repertorisierte. Zu Rubrik I bis inklusive LX und zu XCVIII bis CVII schrieb er bis 1748 eine ausführliche Regesten-Sammlung in vier Folianten, jede Rubrik in sich chronologisch geordnet. Bevor er die übrigen Rubriken entsprechend behandeln konnte, wurde er zum Archivar des Hochstifts Basel ernannt. Die Rubrikenzahl dieser Neuordnung wurde mehrfach reduziert, z. B. durch Vereinigen der einzelnen Rubriken zu auswärtigen Orten über eine Sammelrubrik „Auswärtige Orte“, bildete dennoch um 1885 noch die Grundlage, auf der die damals geplante Neuordnung des Archivs basieren sollte.

### Institutionalisierung ab 1800
Dem katholischen Geistlichen und Armenvater Ferdinand Weiß wurde im Jahr 1798 wegen seiner Arbeit über die ständische Verfassung des Breisgaus der Rang eines Archivars verliehen sowie kurz darauf Rang und Gehalt eines lebenslangen Magistratsrats. Damit war Weiß der erste tatsächliche Archivar der Stadt Freiburg. In seine Amtszeit fällt der Übergang von Freiburg an das Großherzogtum Baden im Jahr 1806. Der Magistrat war fortan kein Gerichtsherr auf seinen Grundherrschaften mehr und wurde zu Gemeinderäten degradiert. Die städtischen Vogtei-Ämter, die sich einerseits über das ganze Kirchzartener Tal mit den Seitentälern bis ins Höllental, andererseits über die Dependenz-Orte Betzenhausen und Lehen erstreckten, wurden aufgehoben. Die Urkunden aus den Schlössern Kirchzarten und Betzenhausen, wo die städtischen Vögte bisher residiert hatten, wurden in das Kaufhausarchiv gebracht. Durch einen Kanzlisten und zwei seiner Helfer konnte dort ein neues Repertorium angelegt werden, nachdem die Bestände geordnet worden waren.
Obwohl im Freiburger Münster die wenigsten Einflüsse auf das Archivgut einwirkten, gab es auch dort Missstände: Ein Teil der alten Truhen und Kästen war morsch geworden und zusammengebrochen. Das komplette Archiv war mit einer dicken Staubschicht überzogen. Viele Akten, die vorübergehend in der Rathaus-Registratur benötigt worden waren, hatten nicht mehr den Weg zurück ins Hahnenturmarchiv gefunden. Wichtige Urkunden, darunter der Original-Übergabe-Vertrag an das Haus Österreich, befanden sich in Privathänden. Eine größere Zahl Rats- und Fertigungsprotokolle und ältere Einzelurkunden ab dem 14. Jahrhundert waren vom Stadtamt an das auf dem Predigertor eingerichtete Großherzogliche Provinzialarchiv abgegeben worden. Archivar Weiß selbst bewahrte eine Menge des verschiedenartigsten Urkundenmaterials jahrelang in seiner eigenen Wohnung zu Studienzwecken auf.
Im Rathaus hatte der Staat das Großherzogliche Stadtvogtei-Amt eingerichtet und dem Magistrat lediglich einige Räume im Seitenflügel überlassen. Die beiden Archivgewölbe des Rathshofes wurden zum Abladeplatz für Ratsprotokolle, Missivenbücher und weiteres Urkunden- und Aktenmaterial, das bisher im großen Ecksaal über der Toreinfahrt aufbewahrt worden war. Die städtische Registratur wurde als Lokal für den Verhörrichter des Großherzoglichen Stadtvogtei-Amtes benutzt. Ein Besuchsbericht vom 23. April 1824 beschreibt ausführlicher den Zustand des Archivs. So seien in beiden Gewölben sämtliche Fenster eingeschlagen und die Fensterrahmen verfault gewesen. Einzelne Schubladen hätten komplett gefehlt, während die Archivalien in hohen Haufen auf dem Boden zerstreut lagen und sich dazwischen alte Sättel und Mantelsäcke befunden hätten. Neben zahlreichen Spinnengeweben, trieb die Besichtigenden Modergeruch aus dem unteren Gewölbe zurück.

### Reorganisation unter Schreiber

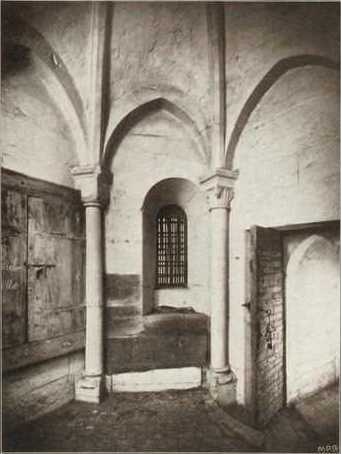
Archiv im Hahnenturm (um 1906)

Heinrich Schreiber, Historiker und Präfekt des Freiburger Gymnasiums, bot sich nach dem Tod von Magistratsrath und Archivar Weiß Ende 1822 selbst als Stadtarchivar an. Während die Stadtverwaltung damit einverstanden war und ihn umgehend zum Ehrenmitglied des Rats und Archivar ernannte, verweigerte das badische Innenministerium die Genehmigung und verwies auf die Unvereinbarkeit mit seiner Tätigkeit als Schulrektor. Schreiber hatte sich entschlossen, eine Geschichte der Stadt Freiburg zu verfassen. Zuvor konzentrierte er sich jedoch auf die Bearbeitung eines Urkundenbuchs, das er dem Werk vorausschicken wollte. Obwohl er dadurch de facto zum eigentlichen Archivar der Stadt wurde, verhinderte diese Tätigkeit größtenteils eine Neuordnung der Bestände.
Poinsignon sieht die Hauptaufmerksamkeit Schreibers auf das Münster bezogen, da sich die innere Organisation des Ratshofarchivs durch ihn nicht signifikant veränderte. Dafür ließ Schreiber die in diesen Gewölben und im Kaufhaus zerstreuten 507 Bände Rats- und Fertigungsprotokolle binden, bei denen dies noch nicht geschehen war. Anschließend wurden sie in einem Zimmer des Seitenflügels im Ratshof, das ihm als Büro überlassen worden war, chronologisch geordnet aufgestellt. Er ließ bauliche Reparaturen in den verschiedenen Archivgebäuden durchführen und sorgte für die Rückkehr der Urkunden aus Privathänden und dem Provinzialarchiv und deren Vereinigung mit dem Kaufhausarchiv. Das Münsterarchiv erhielt transportable Kästen nach einem System aus dem Kloster St. Blasien. Unter seiner Aufsicht fand in Folge der neuen Gemeindeverfassung 1833 eine größere Auslagerung von Stiftungs-Urkunden an die Stiftungs-Verwaltung im Heiliggeistspital statt. Hierzu gehörte Material, das das Krankenspital, das Präceptorat St. Antonien, das Blatternhaus, das Findelhaus und die Elendenherberge betraf. Schreiber plante zudem, einen Realkatalog der Ratsprotokolle aufzustellen, was ihm aber nicht gelang. Poinsignon attestiert Schreiber, dass „das Repertorisiren und Katalogisiren [sic] nicht seine Stärke war“.
Schreiber zog sich 1835 von der Vorstandschaft des Archives zurück, sodass es zunächst ohne dezidierte Leitung war. Der frühere Registrator Elgg ordnete und verzeichnete in der Folge die Akten der Talvogtei, da diese für die Zehntablösung in Baden dringend benötigt wurden. Zudem versah er, gemäß Poinsignon, die Rückseiten weiterer Urkunden mit „einer kurzen, aber nicht immer richtigen Inhaltsangabe“. Elgg verließ 1840 das Archiv, nachdem dessen Büro vom Franziskanerkloster beim Rathaus „mit allen seinen Beständen in ein dunkles und zugiges Gelass des benachbarten Bürgergefängnisses in den sogen. Stadtthurm“ in der Turmstraße verlegt worden war. Später gelangten die Akten wieder auf die Dachböden des Rathauses.
Fortan wurde die Archivaufsicht der städtischen Bauverwaltung übertragen. Deren Leiter Joseph Rösch schrieb einige Arbeiten zur Stadtgeschichte. Zudem repertorisierte er die von Maldoner nicht behandelten Materialien. Anstatt sie dem Maldoner’schen Archivplan einzufügen, verwendete er dafür jedoch das Schema der badischen Archivordnung von Johann Nicolaus Friedrich Brauer aus dem Jahr 1803.

### Zweite Hälfte des 19.Jahrhunderts
Im Jahr 1855 räumte das Großherzogliche Stadtamt den Rathshof, sodass der Magistrat ein geeignetes Büro für einen Archivar einrichten konnte. Die Wahl zur Besetzung dieser Stelle fiel auf den bereits pensionierten Hofgerichts-Sekretär Cajetan Jäger (1798–1887). Dessen Anfangsgehalt von 100 fl. musste durch eine entsprechende Gehaltskürzung beim ebenfalls ausgeschriebenen Bauassessor kompensiert werden. Jäger kümmerte sich um die Übernahme älterer Akten aus den Beständen der laufenden Registratur in das Archiv. Das untere Gewölbe im Ratshof wurde ausgeräumt, da das angrenzende Terrain höher gelegt und das Gewölbe damit noch feuchter geworden war. Seit 1840 waren Urkunden und Akten auf dem Dachboden des Kaufhauses haufenweise aufgestapelt worden, weil das dortige Archivgewölbe den Zollvereinsbeamten hatte übergeben werden müssen. Diese sortierte Jäger ebenfalls.
Anfang der 1860er-Jahre erhielt der Archivar zusätzlich die Aufsicht über Exponate, wie Antiquitäten, Rüstungen, Folterwerkzeuge, Gemälde, alte Münzstempel, die neben seinem Büro gesammelt wurden, sowie über die ungefähr gleichzeitig eingerichtete Volksbibliothek im Ratshof. Die Stadt entschloss sich in den Jahren 1864 bis 1865 zur Aufstockung des Hintergebäudes des Ratshofes, wo sich der große Ratssaal und die Archivgewölbe befanden. Dieses dritte Stockwerk erhielt einen großen hellen Saal und ein angeschlossenes Arbeitszimmer für das Archiv und die Bibliothek. Die Altertümer-Sammlung erhielt Platz im ehemaligen Kloster der Augustinereremiten, aus dem später das Augustinermuseum hervorgehen sollte. Bibliothek und Altertümer-Sammlung wuchsen bald danach durch mehrere größere Schenkungen. Noch 1885 hatte der Stadtarchivar diese Zusatzfunktionen des Stadtbibliothekars und des Vorstandes der Altertümer-Sammlung inne.
Die ins Heiliggeistspital ausgelagerten Urkunden gelangten 1833 zurück in den Besitz des Stadtarchivs. Kurz davor hatte sie deren Verwalter wegen des Pergamentwerts verkauft, der bei 87 Pfund zu 5 fl. 30 kr lag. Zuvor hatte er die Wachssiegel abgeschnitten und eingeschmolzen. Die Urkunden waren ins Germanische Museum gekommen und von dort zurückgekauft worden. Bei der Übersiedelung dieser und weiterer Urkunden wurde versäumt, sich an die älteren Repertorien von Maldoner, Weiss und Rösch zu halten. Dies erforderte eine nachträgliche Rekonstruktion des Archives auf deren Grundlage, um die Auffindbarkeit jeder einzelnen Urkunde sicherzustellen. Da Jäger inzwischen fast gänzlich erblindet war, gelangten einige Archivalien nicht an ihren ausgewiesenen Platz zurück und die Repertoirisierung der Spitalurkunden konnte nicht mehr stattfinden.
Die Stadtbibliothek wuchs beständig. Nachdem eine größere Menge Aktenmaterials des städtischen Holz- oder Forstamtes ins Archiv gelangt war und einige Hunderte Folianten Stadtrechnungen vom Stadtrentamt hinzugekommen waren, war das Archiv erneut überfüllt. Daher wurde es in den gedeckten Gang erweitert, welcher das ehemalige Gefängnis, den oben erwähnten und 1944 zerstörten Stadtturm, mit der alten Gerichtslaube verband. Dort konnten die Forst- und älteren Rentamts-Akten platziert werden. Im oberen Saal wurde die Aufstellung und Anzahl der Regale optimiert, um weiteren Raum zu gewinnen.

### Professionalisierung um 1900
Der Anfang des Jahres 1894 brachte den Dienstantritt des ersten fachlich ausgebildeten Archivars Peter Paul Albert. Das Stadtgefängnis wurde 1896 als Archivgebäude bestimmt, sodass die dortige Einrichtung des Gesamtarchivs folgen konnte. 1906 wurde die Unterbringung der Bestände durch den Bau eines Magazins sichergestellt. Ungefähr seit dem Jahr 1910 wurde Albert durch drei zusätzliche wissenschaftliche Archivare unterstützt. Die Ordnung des gesamten Urkundenbestands und deren Verzeichnung in Regesten konnten somit in relativ kurzer Zeit vollendet werden.
Im Zweiten Weltkrieg wurden die Urkunden und Akten des Archivs in 260 Kästen verpackt und zuerst im Waisenhaus des Klosters Günterstal untergebracht. Ab März 1940 lagerten die Bestände im ehemaligen Pergamentraum des Klosters St. Blasien. Die grenznahen Archive von Neuenburg, Burkheim, Ebringen, Endingen und Breisach hatten ihr Archivgut teilweise ebenfalls durch das Stadtarchiv sicherstellen lassen. Nach dem bombenbedingten Brand der Badischen Landesbibliothek in Karlsruhe im September 1942 wurde die Stadtbibliothek im Dezember 1942 ebenfalls ausquartiert. Sie kam im Hansjakobzimmer der Kartause Freiburg unter. Bei dem Luftangriff auf Freiburg am 27. November 1944 wurde das Archivgebäude in der Turmstraße zerstört und brannte am folgenden Tag aus. Der hintere Magazinbau wurde am selben Tag durch die Villinger Feuerwehr gerettet. Die Verluste beschränkten sich auf Teile der Kriegschronik aus dem Ersten Weltkrieg sowie auf einige Zeitungsjahrgänge seit 1900, die noch nicht ausgelagert gewesen waren.

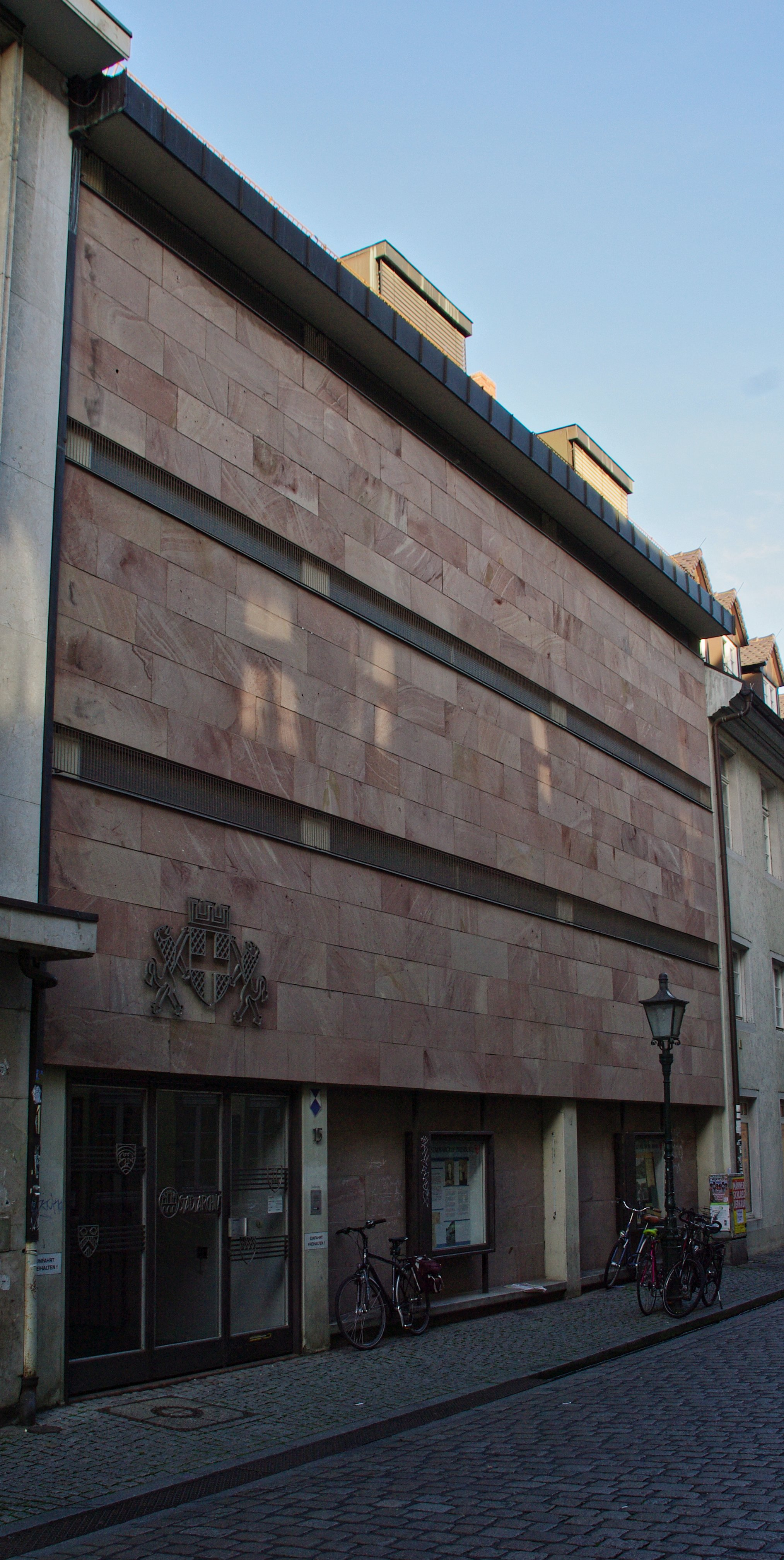
Magazin zur Grünwälderstraße

### Nach dem Zweiten Weltkrieg
Während nach Kriegsende die Verwaltung im Colombischlössle untergebracht war, wurden die zurückgeholten Archivalien auf fünf Standorte stadtweit verteilt. Im Jahr 1957 folgte der Umzug in das auch als St. Blasianerhof bezeichnete Haus zum Herzog in der Salzstraße. Neben Benutzer- und Verwaltungsräumen wurde die Bibliothek dort eingerichtet. Ein 1961 begonnener Magazintrakt in Richtung Grünwälderstraße konnte 1964 bezogen werden.
Mit der Pensionierung des Archivdirektors Hans Schadek im Jahr 2002 verlor das Archiv seine Selbstständigkeit als Amt und ist seitdem eine Abteilung des Kulturamtes. Leiter des Stadtarchivs war von 2002 bis 2016 Ulrich P. Ecker, von 2016 bis 2024 Andreas Jobst. Nach dessen Wechsel ans Stadtarchiv Erlangen folgte ihm im Oktober 2024 Florian Hoffmann. Das Stadtarchiv ist auch die Geschäftsstelle des Breisgau-Geschichtsvereins Schau-ins-Land.

## Bestände
Zu den Beständen gehören ca. 22.000 Urkunden, 380 Handschriften beginnend im 14. Jahrhundert, 50 Ordnungen und Statuten seit dem 13. Jahrhundert und 484 Beraine / Urbare seit dem 15. Jahrhundert. Es sind ca. 700 Bände der Ratsprotokolle und 60.000 Ratsschreiben seit dem 14. Jahrhundert erhalten. Dazu noch eine sehr große Anzahl von Dokumenten der städtischen Verwaltung zuzüglich der der Eingemeindungen. Auch werden hier ausgewählte Nachlässe von Privatpersonen und Körperschaften sowie hinterlegte Bestände und Sammlungen archiviert. Als Beispiel sei der Nachlass von Fritz Geiges genannt; die Archivalien befinden sich im Stadtarchiv, die künstlerischen Arbeiten im Augustinermuseum.

## Publikationen
Die erste Publikation, welche aus Archivmaterial erstellt wurde, ist das Freiburger Stadtrecht von Ulrich Zasius aus dem Jahre 1520, das sich auch noch in den Beständen befindet. Diesem folgte 1828 die Veröffentlichung von Heinrich Schreiber Das Urkundenbuch der Stadt Freiburg i. Br.; hier ist auch der Wandel von rein praktischen zu wissenschaftlichen Interessen nachvollziehbar.
Seit 1890 werden vom Stadtarchiv auch regelmäßig Bücher veröffentlicht, bislang insgesamt 45 Bände (Stand 2025). Seit 1981 gibt das Stadtarchiv die Reihe Stadt und Geschichte. Neue Reihe des Stadtarchivs Freiburg i. Br. heraus, 26 Bände bis 2025. 2001 wurde die dreibändige Geschichte der Stadt Freiburg in einer zweiten, ergänzten Auflage herausgegeben.

## Gebäude

Lesesaal im Neubau an der neuen Messe

Das Gebäude des Stadtarchivs befand sich bis Ende 2023 zwischen der Salzstraße und der Grünwälderstraße. Der Zugang zum Stadtarchiv lag in der Grünwälderstraße. Der Gebäudekomplex befindet sich über einem der ältesten Gebäude der Stadt aus dem Jahre 1120. Die Mauern des Erdgeschosses und der Keller sind heute noch erhalten. Das Erdgeschoss des heutigen Bauwerkes liegt auf diesen Mauern und einer Balkendecke aus dem Jahre 1263. Das Alter der Balken ist über Dendrochronologie nachgewiesen.
Das Gebäude hatte früher den Hausnamen Zum Herzog. Zu seinen Besitzern gehörten der Stadtschreiber Meister Johann Gastmeister (1535), das Stadtratsmitglied Hans Graf sowie dessen Sohn Hans Jakob (1554). Unter Philip Jakob Hegelin von Straußenberg auf Moosweyer wurde es als das Haus zum weißen Kreuz, das Zimmermännsche oder das Regimentshaus bezeichnet. 1688 wohnte hier Franz Ferdinand Meyer, der Stadtschreiber und Syndikus der Stadt Freiburg, der spätere Herr von Fahnenberg.
1708, 1775 und 1806 befand sich das Haus im Besitz des Klosters St. Blasien, bevor es zum Vorgänger des Erzbischöflichen Ordinariats wurde. Selbiges zog 1906 in den Neubau auf einem Grundstück, das die Kirche von der Stadt erworben hatte.
Im Innenhof des Gebäudes findet sich ein Brunnen, den eine Skulptur Johannes des Täufers ziert. Die Figur aus dem Augustinermuseum, die den Trog aus dem Jahr 1970 ursprünglich bekrönt hatte, wurde mittlerweile durch eine Kopie ersetzt. Diese schuf der Bildhauer Peter Gutmann aus Freiburg-Ebnet.
2017 war das Stadtarchiv auf drei Gebäude verteilt. Zu dem Hauptsitz im oben genannten Gebäude, welches sich im Besitz der Stadt befindet, kamen Räume in der Dietler-Passage und am Fahnenbergplatz. Da die räumliche Situation nicht ausreichend und unbefriedigend war, plante die Stadt 2018 die Unterbringung des Archivs zur Miete im zweiten Bauabschnitt des neuen Verwaltungsgebäudes der Freiburg Wirtschaft Touristik und Messe GmbH an der Messe. In den unteren beiden Stockwerken des Gebäudes kam das Stadtarchiv unter. Auf Kosten der Tiefgarage kann das Stadtarchiv in Zukunft erweitert werden. Die Stadt Freiburg musste als Einlage 8,2 Millionen Euro in die Gesellschaft einbringen, wovon der Großteil – etwa 4,5 Millionen Euro – aus dem Verkaufserlös für das Haus zum Herzog stammen soll. Der ursprünglich für Juni 2020 geplante Umzug des Stadtarchivs in den sogenannten Kopfbau II an der Messe verzögerte sich aufgrund von Kostensteigerungen, der Nachrüstung einer Entrauchungsanlage und zuletzt Problemen mit der Klimatisierung des Fotoarchivs mehrmals. Im September 2023 begann der Umzug in die neuen Räumlichkeiten, seit Beginn des Jahres 2024 ist das Stadtarchiv Freiburg an seiner neuen Adresse für die Öffentlichkeit zugänglich.
Das Gebäude ist vom Haltepunkt Technische Fakultät/Messe an der Breisacher Bahn aus erreichbar. Die Endstation Messe Freiburg der Straßenbahnlinie 4 und die Station Hauptfriedhof der Straßenbahnlinie 2 befinden sich in der Nähe. An der Messe befinden sich auch zwei Stationen des Fahrradverleihsystems Frelo.

## Bibliothek
Die Bibliothek des Stadtarchivs ist eine öffentliche Präsenzbibliothek. Schwerpunkte sind die Geschichte von Freiburg, Baden-Württemberg und der Oberrheinregion. Die Bestände sind weitgehend über den Südwestdeutschen Bibliotheksverbund abrufbar.

## Persönlichkeiten

### Leiter
| Name                | Geburtsjahr | Todesjahr | Dienstantritt | Dienstende | Anstellung                                       |
| ------------------- | ----------- | --------- | ------------- | ---------- | ------------------------------------------------ |
| Ferdinand Weiß      | 1754        | 1822      | 1798          | 1822       | nebenamtlich, katholischer Geistlicher           |
| Heinrich Schreiber  | 1793        | 1872      | 1822          | 1835       | nebenamtlich, Schulrektor, Universitätsprofessor |
| Friedrich Elgg      |             |           | 1835          | 1841       | nebenamtlich, Registrator                        |
| Joseph Rösch        | 1794        | 1855      | 1841          | 1855       | nebenamtlich, Bauverwalter                       |
| Cajetan Jäger       | 1798        | 1887      | 1855          | 1880       | nebenamtlich, Zeitungsredakteur                  |
| Adolf Poinsignon    | 1836        | 1900      | 1880          | 1891       | nebenamtlich, Infanteriehauptmann                |
| Peter Paul Albert   | 1862        | 1956      | 1894          | 1925       | hauptamtlich                                     |
| Friedrich Hefele    | 1884        | 1956      | 1925          | 1948       | hauptamtlich                                     |
| Theodor Zwölfer     | 1895        | 1988      | 1948          | 1961       | hauptamtlich                                     |
| Berent Schwineköper | 1912        | 1993      | 1961          | 1977       | hauptamtlich                                     |
| Franz Laubenberger  | 1917        | 1993      | 1978          | 1982       | hauptamtlich                                     |
| Hans Schadek        | 1937        | –         | 1982          | 2001       | hauptamtlich                                     |
| Ulrich P. Ecker     | 1951        | –         | 2002          | 2016       | hauptamtlich                                     |
| Andreas Jobst       | 1969        | –         | 2016          | 2024       | hauptamtlich                                     |
| Florian Hoffmann    | 1975        | –         | 2024          |            | hauptamtlich                                     |

### Archivare (Auswahl)
- Hermann Flamm (1871–1915), wissenschaftlicher Hilfsarbeiter von 1904 bis 1915
- Johannes Lahusen (1884–1918), wissenschaftlicher Hilfsarbeiter von 1909 bis 1913